# Liste der Baudenkmäler in Schmelz
In der Liste der Baudenkmäler in Schmelz sind alle Baudenkmäler der saarländischen Gemeinde Schmelz und ihrer Ortsteile aufgelistet. Grundlage ist die Veröffentlichung der Landesdenkmalliste im Amtsblatt des Saarlandes vom 22. Dezember 2004 und die aktuelle Teildenkmalliste des Landkreises Saarlouis in der Fassung vom 9. August 2017.

## Außen
| Lage                    | Bezeichnung                                       | Beschreibung | Bild |
| ----------------------- | ------------------------------------------------- | --- | ---- |
| Marienstraße Lage       | Kath. Kirche St. Marien                           | Die Marienkirche wurde von 1930 bis 1934 von Ludwig Becker und Anton Falkowski errichtet. Die Basilika mit offenem Dachgestühl besitzt eine Westfassade mit zurückgesetztem Mittelteil, der von einem gestuften Giebel mit Figurenrelief gekrönt wird. Auf der Südseite wurde ein quadratischer Turm angebaut. Der angebaute Chor besitzt eine Apsis, die als Nische gestaltet wurde. |      |
| Robert-Koch-Straße Lage | Ehem. kath. Kirche St. Matris Dolorosae, Chorturm | Von der Kapelle St. Matris Dolorosae ist nur der Chorturm aus dem 12. Jahrhundert oder 13. Jahrhundert erhalten. Das 1384 gestiftete Kirchenschiff musste 1845 wegen Baufälligkeit abgerissen werden. Nachdem die Bevölkerung Anfang des 20. Jahrhunderts stark angestiegen war, wurde 1934 eine neue Kirche gebaut und das alte Schiff abgerissen. Der trutzige rechteckige Turm mit dicken Wänden besitzt über dem Altar ein kleines gotisches Fenster mit Maßwerk. Das offene Erdgeschoss wird heute als Kapelle genutzt. |      |

## Hüttersdorf
| Lage                 | Bezeichnung                                | Beschreibung | Bild |
| -------------------- | ------------------------------------------ | --- | ---- |
| Berliner Straße Lage | Kath. Kirche Kreuzerhöhung mit Ausstattung | Die Kirche wurde 1958 nach Plänen von Architekt Hans Geimer aus Bitburg erbaut. Neben der eingeschossigen Kirche mit flachem Satteldach erbaute man im Osten einen hohen, schlanken Turm über quadratischem Grundriss. |      |
| Höchststraße Lage    | Pestkreuz                                  | Das Wegekreuz aus rotem Sandstein wurde 1740 aufgestellt. Es steht auf einem kleinen Altar und ruht auf einem reicht verzierten Fuß mit Kartusche und Inschrift. Als 1954 die Straßen im Umfeld des Pestkreuzes umgebaut wurden, musste das Kreuz an seinen heutigen Standort versetzt werden. Im Jahr 1985 wurde das Pestkreuz mit Geldern aus dem Erlös eines Dorffestes saniert. |      |
| Römerstraße 4 Lage   | Gerichtshaus                               | Erbaut 1780 |      |

## Limbach
| Lage               | Bezeichnung                                 | Beschreibung | Bild |
| ------------------ | ------------------------------------------- | --- | ---- |
| Kirchenstraße Lage | Kath. Pfarrhaus                             | Erbaut in der ersten Hälfte des 19. Jahrhunderts |      |
| Kirchenstraße Lage | Ehem. kath. Kirche, Jugendheim, Chorturm    | Bereits im 13. Jahrhundert muss an Stelle der heutigen Kirche ein Sakralgebäude gestanden haben. Aus dieser Zeit erhalten ist der Chorturm über einem eingezogenen rechteckigen Chor mit gotischen Schallöffnungen und Satteldach. Im Untergeschoss ist ein Kreuzrippengewölbe erhalten. Der Saalbau stammt aus der Zeit um 1750 und wurde 1906/07 von Ernst Brand umgebaut. |      |
| Kirchenstraße Lage | Kath. Kirche St. Willibrord mit Ausstattung | St. Willibrord wurde 1906/07 nach Entwürfen von Ernst Brand errichtet. Die dreischiffige Hallenkirche mit seitlich angebautem Turm mit Spitzhelm wurde im Stil der Neugotik erbaut. Der Chor mit dreiseitigem Abschluss besitzt zu beiden Seiten kleine Kapellen. |      |

## Michelbach
| Lage                | Bezeichnung                                                 | Beschreibung | Bild |
| ------------------- | ----------------------------------------------------------- | --- | ---- |
| Hochwaldstraße Lage | Kath. Kirche zur Schmerzhaften Muttergottes mit Ausstattung | Die Kirche wurde 1933 anstelle eines abgerissenen Vorgängerbaus errichtet. Der schlichte Saalbau mit angebautem Chor und hochrechteckigen Fenstern besitzt über dem Portal mit Söller einen in die Fassade integrierten kurzen Turm mit Satteldach. |      |

## Schmelz
| Lage                         | Bezeichnung        | Beschreibung | Bild |
| ---------------------------- | ------------------ | --- | ---- |
| Blumenstraße 50 Lage         | Direktorenwohnhaus | Die Direktorenvilla der Dillinger Hütte wurde 1812 erbaut und besteht neben dem Herrenhaus auch aus Remise, Gesindehaus und Wirtschaftsgebäude. |      |
| Hüttersdorfer Straße 29 Lage | Bettinger Mühle    | Die Bettinger Mühle wurde 1246 erstmals urkundlich erwähnt. Die heutige Mühle stammt aus dem 19. Jahrhundert, das Wohnhaus wurde um 1900 erbaut. Mühleneinrichtung stammt aus dem 1. Viertel des 20. Jahrhunderts. 1978 wurde die Mühle stillgelegt. Die Mühle besteht aus dem reich verzierten Wohnhaus mit Mittelrisalit, dem Mühlengebäude, das sich in südöstlicher Richtung an das Haupthaus anschließt, der Scheune, dem Backhaus, dem „Gesindehaus“ und einem Stall. |      |